# Euclea neghellensis
Euclea neghellensis är en tvåhjärtbladig växtart som beskrevs av Georg Cufodontis. Euclea neghellensis ingår i släktet Euclea och familjen Ebenaceae. Inga underarter finns listade i Catalogue of Life.